# Cuisine de la province de Cadix

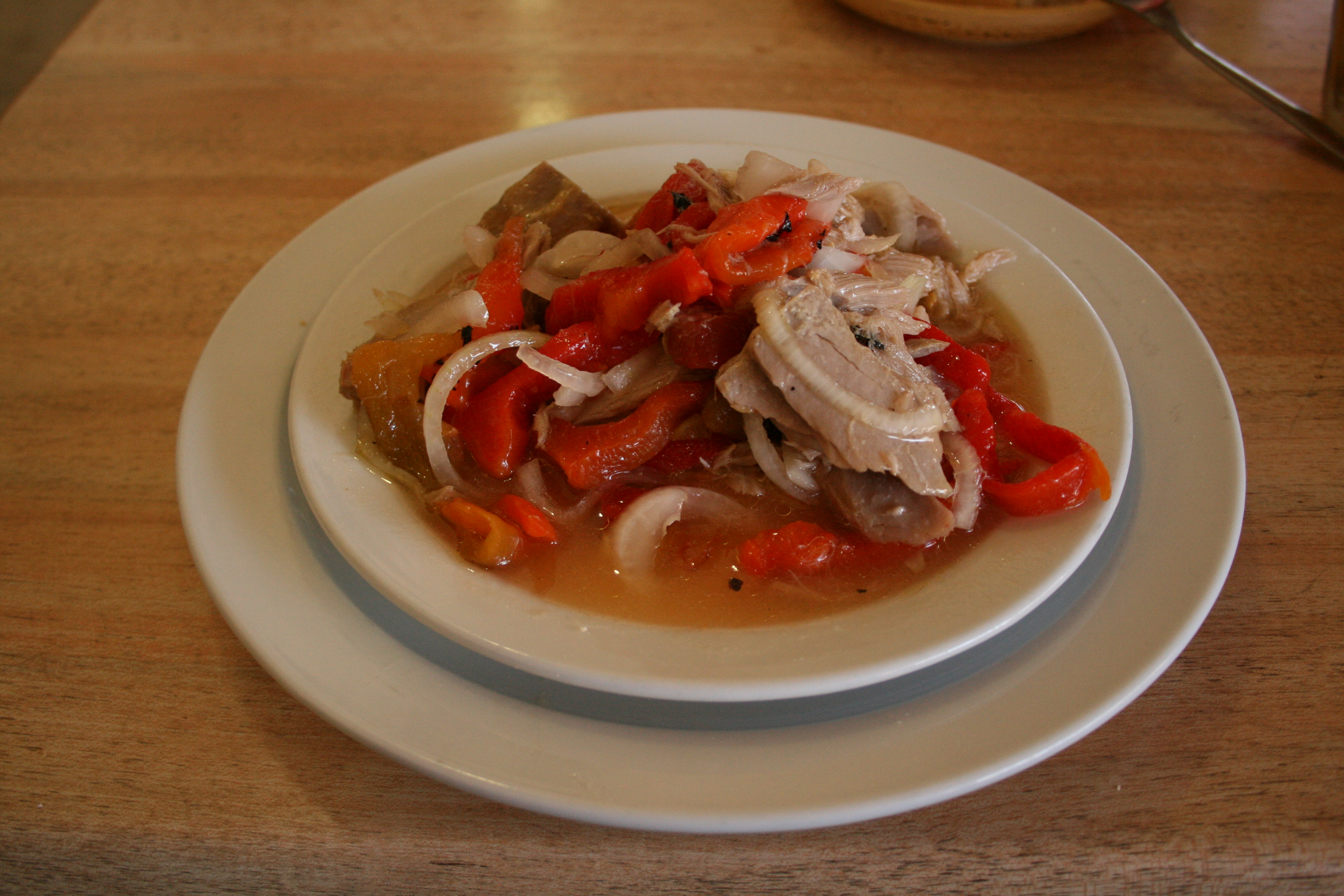
Le thon est fréquemment utilisé dans la zone côtière de la province. Sur l'image, tapa aux poivrons grillés avec du thon.

La cuisine de la province de Cadix correspond à l'ensemble des plats et des coutumes culinaires de la province de Cadix. De toutes les cuisines andalouses, c'est la plus riche en termes de variété d'ingrédients et de préparations. Elle comporte une zone de campagne (ou cortijera), une zone de montagne qui propose des plats de viande et une zone de fruits de mer. Bien que cette dernière soit traditionnellement plus connue pour ses ragoûts de poisson, ses fritures et ses fruits de mer, il existe également de nombreux plats de légumes et de viande différents.
Ces dernières années, il a été recommandé aux touristes par les principaux médias et guides internationaux, tels que le New York Times, The Guardian ou Lonely Planet.
En 2017, elle est devenue la seule province andalouse à posséder un restaurant trois étoiles Michelin, Aponiente d'Ángel León, qui rejoint d'autres restaurants une étoile ou d'autres distinctions.

## Histoire
On sait peu de choses sur les habitudes culinaires de la province de Cadix à l'époque préhistorique. La pêche du thon dans les madragues était déjà connue à l'époque phénicienne et sa préparation en poisson salé était bien connue. Les Phéniciens vénéraient une divinité, Salambove (bon sel), ce qui indique l'importance des mines de sel de Cadix. Leurs conserves à base de sel, entre autres le poisson salé, ont commencé à être importantes à cette époque. Ces préparations étaient courantes pendant la dernière période de l'Empire romain. L'une de ses préparations les plus populaires se trouve être un condiment appelé garum. Dès le XIIe siècle, le vin a été commercialisé et envoyé en Angleterre, où il a été connu sous le nom arabe de la ville, sherish, à l'origine du mot sherry.
La prospérité de la ville au XIXe siècle a renforcé sa cuisine régionale et certains auteurs soulignent la consommation de chocolat ainsi que l'utilisation abondante d'ustensiles de cuisine dans la cuisine de Cadix.

## Ingrédients
La province de Cadix est reliée à l'océan Atlantique et à la mer Méditerranée, ainsi qu'à l'intérieur de la péninsule Ibérique. Elle mêle des plages chaudes à la chaîne de montagnes de San Cristóbal qui, à quelques kilomètres seulement, est enneigée en permanence. Cette situation offre la possibilité de proposer une variété d'ingrédients culinaires, ainsi qu'un large éventail de possibilités dans la cuisine espagnole. Cette province est celle qui présente la plus forte densité de villes, villages et municipalités de toute l'Espagne. Il convient de mentionner la production de sel et son exploitation dans diverses mines de sel côtières.

### Légumes et fruits
La production de légumes est très variée dans la province et on peut mentionner la culture de légumes dans les navazos (un type de jardin potager près des zones côtières). Les artichauts, les citrouilles Rota, etc., sont particulièrement remarquables. Beaucoup d'entre eux sont un exemple de l'agriculture andalouse. Les plats à base de pommes de terre comprennent les papas aliñás (pommes de terre cuites et assaisonnées avec différents condiments), la tortilla gaditana (faite de pommes de terre râpées). Les carottes en sauce constituent également une entrée typique. Dans les jardins maraîchers, on trouve des artichauts comparables aux artichauts de Grenade, des asperges sauvages (appelées amargueros), des cœurs de palmier, des tagarninas, des choux, etc. Ils font également partie de la cuisine gitane traditionnelle.
Parmi les fruits, on trouve des oranges de Tarifa, de la soupe bouillie et des figues de Barbarie. On prépare souvent divers plats de bouillie à base de farine de blé fine (comme le matalahuga). Les gaspachos et les salmorejos sont très populaires, tout comme la piriñaca.
On trouve également de grandes quantités de champignons à Los Alcornocales.

### Poissons et fruits de mer
L'abondance des fruits de mer dans la cuisine de Cadix se traduit par le grand nombre de préparations et la diversité des produits de la mer, notamment ceux de la baie de Cadix et du parc naturel du détroit de Gibraltar. Une espèce d'huître se mange crue avec un peu de jus de citron, bien qu'elle ait été récemment incorporée dans une cuisine plus gastronomique avec des ingrédients asiatiques ou en pâte à frire. Parmi les fruits de mer, on peut notamment citer les langoustines, les coquinas al vino fino (mollusques qui poussent dans l'embouchure des rivières de Cadix), les muergos (ou couteaux), les cañaillas, le homard, les coques, les crevettes, les palourdes (almejas a la gaditana), les araignées de mer, les gambas (appelées gambaros) et crevettes de Sanlúcar, les seiches, les burgaillos (escargot de mer, mollusque de couleur bordeaux), aloses (saumon de la côte de Cadix), les roussettes (utilisées pour les cazón en adobo), etc. Les crevettes sont généralement préparées de différentes manières : frites (légèrement farcies), mélangées à de la mayonnaise, brouillées avec des œufs, dans des omelettes, et leur bouillon de cuisson est utilisé pour faire des soupes, faire bouillir du riz, etc. Les crevettes de Cadix (lorsqu'elles sont cuites, elles prennent une couleur claire au lieu du rouge habituel) sont le principal ingrédient des omelettes aux crevettes (une pâte frite de farine de blé et/ou de pois chiches avec de l'oignon et du persil). Les fruits de mer sont présents dans les soupes comme la soupe au quart d'heure. Les soupes de poisson sont abondantes et courantes tout au long de la côte andalouse, le gaspacho chaud (également appelé gazpacho ajo), le caldillo de perro (une sorte de soupe de poisson), les sopas de gato, les sopas de tomates.
En saison, il est courant de trouver des cabrillas à la tomate et des escargots à la sauce épicée.

### Viande

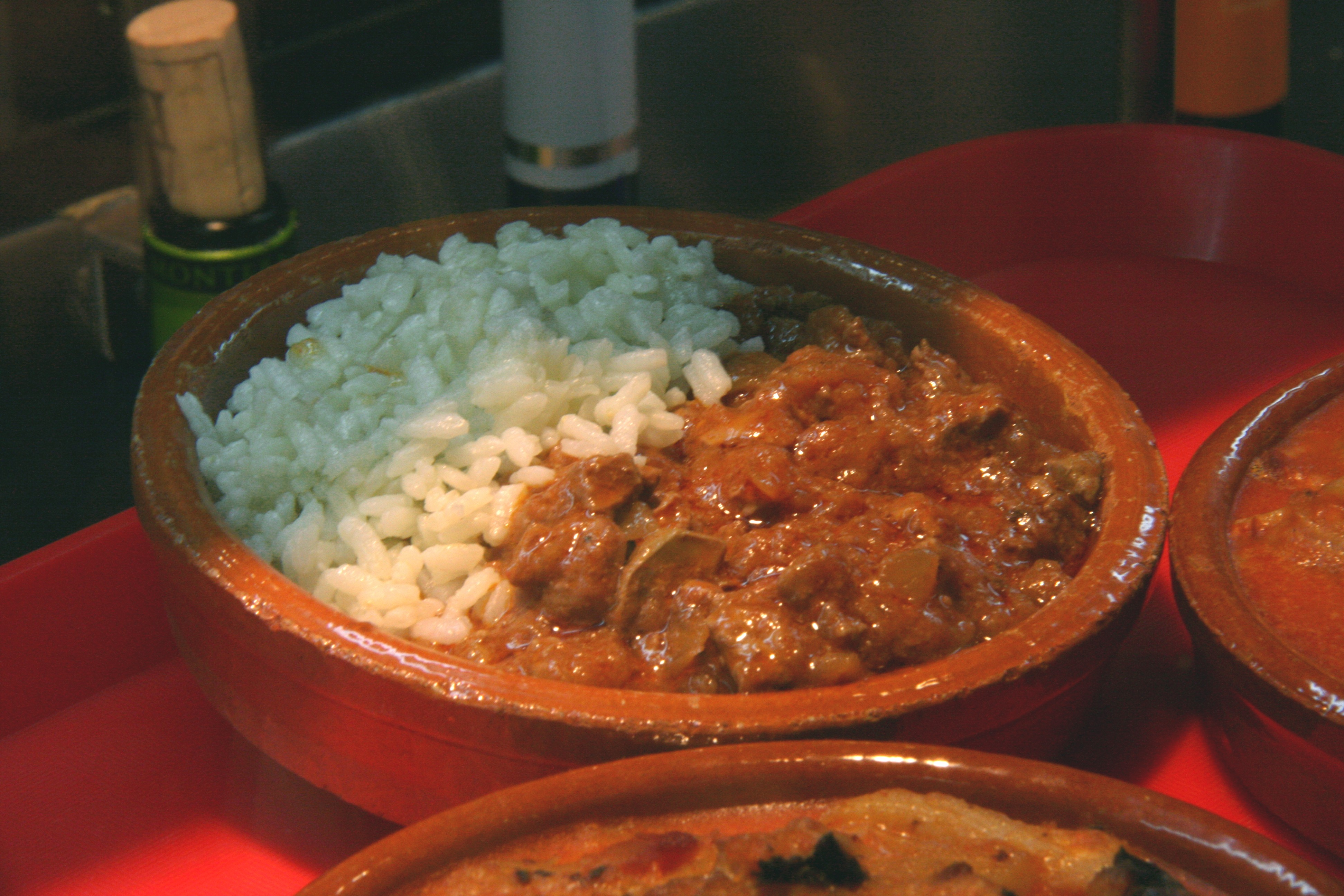
Du riz avec des rognons au sherry.

Dans les hauts plateaux, la viande occupe une place très importante dans la gastronomie, principalement grâce à l'élevage. Les porcs sont abattus dans les fermes de Jerez, et la viande de porc est disponible dans différentes régions. De même, à Los Alcornocales, le chevreuil et la viande de cerf sont très courants, leur chasse étant autorisée en raison de l'absence de prédateurs, et dans la Sierra de Grazalema, le sanglier et l'agneau. Dans la campagne de Jerez, le lapin, la perdrix et la caille, entre autres, sont également très courants. Un autre plat traditionnel des Ventas de Cádiz est la carne al toro (viande de taureau).

## Boissons

### Vins
Dans le domaine des vins, les olorosos de Jerez de la Frontera sont très réputés dans la province, les finos de Puerto de Santa María, le manzanilla de Sanlúcar de Barrameda, les vins de raisin blanc de Chiclana, et la tintilla de Rota.